# Saint-Doulchard
Saint-Doulchard är en kommun i departementet Cher i regionen Centre-Val de Loire i de centrala delarna av Frankrike. Kommunen ligger  i kantonen Saint-Doulchard som tillhör arrondissementet Bourges. År 2022 hade Saint-Doulchard 9 650 invånare.

## Geografi
I kommunen finns både lått industri och jordbruk, en stadskärna och ett antal byar omkring den. Många av byarna ligger vid floden Yèvre och kanalen Canal de Berry.

## Befolkningsutveckling
Antalet invånare i kommunen Saint-Doulchard
Referens:INSEE